# Colonia Niños Héroes, Morelos
Colonia Niños Héroes är en ort i Mexiko.   Den ligger i kommunen Tlaltizapán de Zapata och delstaten Morelos, i den sydöstra delen av landet, 90 km söder om huvudstaden Mexico City. Colonia Niños Héroes ligger 948 meter över havet och antalet invånare är 312.
Terrängen runt Colonia Niños Héroes är kuperad åt nordost, men åt sydväst är den platt. Runt Colonia Niños Héroes är det tätbefolkat, med 591 invånare per kvadratkilometer. Närmaste större samhälle är Zacatepec, 3,9 km väster om Colonia Niños Héroes. Omgivningarna runt Colonia Niños Héroes är en mosaik av jordbruksmark och naturlig växtlighet.